# プレスクアイル郡 (ミシガン州)
プレスクアイル郡（英: Presque Isle County）は、アメリカ合衆国ミシガン州ロウアー半島の北部に位置する郡である。2010年国勢調査での人口は13,376人であり、2000年の14,411人から7.2%減少した。郡庁所在地はロジャーズシティ（人口2,827人）であり、同郡で人口最大の都市でもある。
プレスクアイル郡とプレスクアイル郡区は共にフランス語で「半島」を意味する言葉 "Presque Isle" （直訳すれば「ほとんど島」）から名付けられた。郡区の大半は半島になっており、東にヒューロン湖、西にグランド湖に挟まれた細い帯状の土地がその北と南で本土に繋がっている。プレスクアイルの町がこの半島の中央にある。
プレスクアイル郡は1840年4月1日に設立されたが、郡政府が組織化されたのは1871年になってからだった。この政府は1875年に再編成された。

## 歴史
プレスクアイル郡となった地域に住んでいた初期の先住民は遊牧回遊型であり、土地は狩猟場として使っていた。アーキーオック川とスワン川の間の土地は神聖なるものだった。「プレスクアイル」という名前は、本土に付いている帯状の土地を陸送した毛皮交易業者によって付けられた。
この地域には航行可能な川が無かったので、初期の開発は遅れた。アーキーオック川が地域最大の川だが、浅く折れ曲がっており、早瀬も多かった。1839年春、ミシガン州から発注された測量隊がこの地域は無価値だと報告していた。このことでさらに開発がおくれ、1860年代になって、クロウフォードの家族が現在のロジャーズシティの南、ヒューロン湖の静かな入江に入植した。彼等は石切場を始めるつもりだったが、そこの石は割れやすくて建材には使いにくかった。彼等は製材業に転じ、五大湖を運航する蒸気船運航者に木材を売った。
1868年、アメリカ陸軍の士官W・E・ロジャーズが、アルバート・モリターを監督としてプレスクアイルの測量隊を組織した。彼等は巨大な森林を見て、クロウフォードの石切場を購入しようとしたが断られた。その後ロジャーズシティの地で土地を購入するモリター・ロジャーズ会社を結成した。翌年にはドイツやポーランドからの移民が大挙入ってくるようになった。この会社は、製材所、店舗、宿泊所、鍛冶屋を建てた。この小さな町への補給はこの会社のみが行っていた。1870年から1871年の厳しい冬を乗り切った後は、町が繁栄を始めた。
地域の初期開拓者は木樵、漁師および農夫だった。1907年、ニューヨーク出身の鉱山技師で地質学者のH・H・ハインドショーがクロウフォードの石切場を訪れ、そこに石灰岩が多くあることを発見した。この発見に続いて石切場の新しい名前であるカルサイトにミシガン石灰岩化学会社が設立され、8,000エーカー (32 km2) の土地を購入した。その製品を積み出す手段が必要となり、ブラッドリー輸送会社が設立された。この会社が地域の主要産業となり、現在も多くの地域住民が雇用されている。1958年、ブラッドリー輸送会社の用船であるカール・D・ブラッドリーがミシガン湖で沈没し、33人の命が失われた。そのうち29人はプレスクアイル郡の住人だった（26人はロジャーズシティ、2人はオンナウェイ、1人はメッツ郡区の出身）。
今日、世界最大の石灰岩加工工場がロジャーズシティにあり、五大湖でも主要な港になっている。ヒューロン湖のポートヒューロンとマキノーシティの間では最良の天然港である。

## 地理
アメリカ合衆国国勢調査局に拠れば、郡域全面積は2,572.75平方マイル (6,663.4 km2)であり、このうち陸地660.07平方マイル (1,709.6 km2)、水域は1,912.68平方マイル (4,953.8 km2)で水域率は74.34%である。

### 特徴的な地形
- グランド湖
- アーキーオック滝[5]、アーキーオック郡区内

### 交通

#### 空港
郡内には下記2つの民間空港がある。
- プレスクアイル郡空港、ロジャーズシティ
- レオ・E・ゴーツ郡空港、オンナウェイ

旅客定期便を利用できる近くの空港はアルピーナ郡地域空港とトラバースシティ・チェリーキャピタル空港である。

#### 主要高規格道路
- アメリカ国道23号線
- アメリカ国道23号線産業道路、ロジャーズシティ中心街を通り環状となる
- ミシガン州道33号線
- ミシガン州道65号線
- ミシガン州道68号線
- ミシガン州道211号線
- プレスクアイル郡道21号線

### 隣接する郡
- ヒューロン湖、チッペワ郡 - 北
- カナダ、オンタリオ州マニトゥーリン地区 - 北東
- ヒューロン湖、マニトゥーリン地区 - 東
- アルピーナ郡 - 南東
- モンモランシー郡 - 南西
- シボイガン郡 - 西
- マキナック郡 - 北西

## 人口動態
以下は2000年国勢調査による人口統計データである。
| 基礎データ - 人口: 14,411人 - 世帯数: 6,155 世帯 - 家族数: 4,203 家族 - 人口密度: 8人/km2（22人/mi2） - 住居数: 9,910軒 - 住居密度: 6軒/km2（15軒/mi2） 人種別人口構成 - 白人: 98.07% - アフリカン・アメリカン: 0.26% - ネイティブ・アメリカン: 0.59% - アジア人: 0.16% - 太平洋諸島系: 0.01% - その他の人種: 0.09% - 混血: 0.82% - ヒスパニック・ラテン系: 0.55% 先祖による構成 - ドイツ系：28.5% - ポーランド系：28.2% - イギリス系：7.9% - アメリカ人：6.3% - フランス系：5.6% - アイルランド系：5.6% 言語による構成 - 英語：95.7% - ポーランド語：3.1% | 年齢別人口構成 - 18歳未満: 20.9% - 18-24歳: 6.5% - 25-44歳: 22.4% - 45-64歳: 27.8% - 65歳以上: 22.3% - 年齢の中央値: 45歳 - 性比（女性100人あたり男性の人口） - 総人口: 99.2 - 18歳以上: 97.1 世帯と家族（対世帯数） - 18歳未満の子供がいる: 24.5% - 結婚・同居している夫婦: 58.8% - 未婚・離婚・死別女性が世帯主: 6.3% - 非家族世帯: 31.7% - 単身世帯: 28.4% - 65歳以上の老人1人暮らし: 14.5% - 平均構成人数 - 世帯: 2.31人 - 家族: 2.80人 収入と家計 - 収入の中央値 - 世帯: 31,656米ドル - 家族: 37,426米ドル - 性別 - 男性: 31,275米ドル - 女性: 20,625米ドル - 人口1人あたり収入: 17,363米ドル - 貧困線以下 - 対人口: 10.3% - 対家族数: 6.8% - 18歳未満: 13.1% - 65歳以上: 9.2% |

## 郡政府
郡政府は郡監獄の運営、地方道の維持、地方裁判所の運営、権利譲渡と抵当権設定記録など重要記録の維持、公衆衛生規制の管理、福祉など社会サービスの項目で州の施策への参加を行う。郡政委員会は予算を管理するが、法や条例を作るのは限定付き権限である。ミシガン州では、警察と消防、建設と区画割、税評価、街路維持など地方政府の大半機能は個々の都市と郡区の責任である。

## 郡区
プレスクアイル郡は下記14の郡区に分割されている。

| - アリス - ベアリンガー - ベルクナップ - ビスマーク - ケイス | - クラコー - メッツ - モルトケ - ノースアリス - アーキーオック | - ポーゼン - プレスクアイル - プロースキ - ロジャーズ |

## 都市と町
| 都市 - ロジャーズシティ - 郡庁所在地 - オンナウェイ | 村 - ミラーズバーグ - ポーゼン | 未編入の町 - ホークス - レロイ - マニトービーチ - メッツ - プレスクアイル |

## 歴史銘板
郡内には10か所に公式の州指定歴史銘板がある。
- ベアリンガー・ユニオン学校
- バーナムの上陸点
- エロースキ製粉所
- フォーティマイルポイント灯台 / 船の墓場
- ヒューロン湖
- メッツ・ファイア
- 昔のプレスクアイル灯台
- プレスクアイル電力記念碑
- プレスクアイル灯台
- 世界最大の石灰岩石切場

## メディア

### 新聞
- 「アルピーナ・ニューズ」[7]、ロウアー半島北東部の大半で購読される日刊紙
- 「オンナウェイ・アウトルック」、オンナウェイ市の日刊紙
- 「プレスクアイル・カウンティ・アドバンス」、郡の週刊紙

### テレビ・ラジオ
テレビは6局視聴でき、すべて全国ネットの系列である。FMラジオは7局、AMラジオは2局を聴取できる。またNOAAの天気予報ラジオ局も聴取できる。